# Pitcairnia minicorallina
Pitcairnia minicorallina là một loài thực vật có hoa trong họ Bromeliaceae. Loài này được (H.E.Luther) J.R.Grant mô tả khoa học đầu tiên năm 2004.